# Хронология открытий и производства антибиотиков
Разрабатывать и производить антибиотики активно начали в конце XIX века. Первым антибиотиком, выпущенным в промышленное производство, стал Salvarsan (1913 год).

## Хронология изобретений
- 1872 год — русский ученый Алексей Герасимович Полотебнов[1], в Медицинском Вестнике, публикует статью «Патологическое значение плесени», изучив плесневые грибы Penicillium glaucum, подробно описал бактериостатические свойства зелёной плесени на основе лечебной практики по лечению гнойных ран и варикозных язв, писал: «Результаты проведённых им опытов могли бы, он думает, позволить сделать подобные же наблюдения и над ранами операционными, а также глубокими нарывами. Такие наблюдения и могли бы дать экспериментальное решение вопроса о значении плесени для хирургии».
- 1895 год — итальянский ученый Винченцо Тиберио[англ.][2], в журнале экспериментальной гигиены, публикует статью о антибактериальной силе некоторых экстрактов плесени и опробованного для лечения тифозных и холерных инфекций у кроликов. Что сделало его одним из нескольких исследователей, чья работа над связью плесени/антибиотика предполагала открытие препарата Пенициллин.
- 1896 год — Б. Гозио из жидкости, содержащей культуру грибка из рода Penicillium (Penicillium brevicompactum), выделил кристаллическое соединение — микофеноловую кислоту, подавляющую рост бактерий сибирской язвы.
- 1899 год — Р. Эммерих и О. Лоу сообщили об антибиотическом соединении, образуемом бактериями Pseudomonas pyocyanea, и назвали его пиоцианазой; препарат использовался как местный антисептик.
- 1928 год — А. Флеминг впервые выделил пенициллин из плесневых золотистых грибов Penicillium notatum, однако ему не удалось выделить достаточно стабильный экстракт.
- 1935 год — Г. Домагк опубликовал статью о терапевтическом действии пронтозила в Deutsche Medizinische Wochenschrift.
- 1937 год — М. Вельш описал первый антибиотик стрептомицетного происхождения — актиномицетин.
- 1939 год — Г. Домагк получил Нобелевскую премию по физиологии и медицине «за открытие антибактериального эффекта пронтозила».
- 1939 год — Н. А. Красильников и А. И. Кореняко получили мицетин; Р. Дюбо — тиротрицин.
- 1939 год — начало производства стрептоцида на химико-фармацевтическом заводе «АКРИХИН».
- 1940 год — Э. Чейн выделил пенициллин в кристаллическом виде.
- 1942 год — З. Ваксман впервые ввёл термин «антибиотик».
- 1942 год — 3. В. Ермольева с сотрудниками получили первый советский пенициллин, который получил название Крустозин, он был выделен из плесневых серо-зелёных грибов Penicíllium crustosum. Лекарство оказалось в 1,4 раза эффективнее пенициллина.

## Временная шкала выпуска антибиотиков
- 1942 — пенициллин G,
- 1944 — стрептомицин
- 1948 — хлортетрациклин
- 1949 — хлорамфеникол, неомицин
- 1950 — окситетрациклин,
- 1952 — эритромицин
- 1954 — бензилпенициллин
- 1955 — спирамицин, тиамфеникол, ванкомицин
- 1956 — пенициллин
- 1958 — колистин, демиклоциклин
- 1959 — виргиниамицин
- 1960 — метициллин, метронидазол
- 1961 — ампициллин, спектиномицин, сульфаметоксазол, триметоприм
- 1962 — клоксациллин, фузидиевая кислота
- 1963 — фузафунгин, лимециклин
- 1964 — гентамицин
- 1966 — доксициклин
- 1967 — карбенициллин, рифампицин, джозамицин
- 1968 — клиндамицин
- 1970 — цефалексин
- 1971 — цефазолин, пивампициллин, тинидазол
- 1972 — амоксициллин, цефрадин, миноциклин,пристинамицин
- 1973 — фосфомицин
- 1974 — талампициллин
- 1975 — тобрамицин, бакампициллин, тикарциллин
- 1976 — амикацин
- 1977 — азлоциллин, цефадроксил, цефамандол, цефокситин, цефуроксим, мезлоциллин, пивмециллин
- 1979 — цефаклор
- 1980 — цефметазол, цефотаксим, цефсулодин, пиперациллин
- 1981 — клавулановая кислота, цефперазон, цефотиам, латамоксеф, нетелмицин
- 1982 — апалциллин, цефтриаксон, микрономицин
- 1983 — цефменоксим, цефтазидим, цефтироксим, ципрофлоксацин, норфлоксацин
- 1984 — цефоницид, цефотетан, темоциллин,
- 1985 — цепирамид, имипенем/циластатин, имипенем/циластатин, офлоксацин
- 1986 — мупироцин, азтреонам, цефоперазон/сульбактам, тикарциллин/клавулановая кислота
- 1987 — ампициллин/сульбактам, цефиксим, рокситромицин, сультамициллин
- 1988 — азитромицин, цефаклор, фломоксеф, исепамицин, мидекамицин, рифапентин, тейкоплантин
- 1989 — цефподоксим, энрофлоксацин, ломефлоксацин
- 1990 — арбекацин, цефозидим, кларитромицин
- 1991 — цефдинир, цефетамет, цефпиром, цефпрозил, цефтибуфен, флероксацин, лоракарбеф, пиперациллин/тазобактам, руфлоксацин
- 1993 — бродимоприм, диритромицин, левофлоксацин, надифлоксацин, панипенем/бетамипрон, спарфлоксацин
- 1994 — цефепим
- 2015 — теиксобактин